# Pseudolimnophila (Pseudolimnophila) illegitima
Pseudolimnophila (Pseudolimnophila) illegitima is een tweevleugelige uit de familie steltmuggen (Limoniidae). De soort komt voor in het Oriëntaals gebied.